# Chilothorax signifer
Chilothorax signifer är en skalbaggsart som beskrevs av Étienne Mulsant och Claudius Rey 1870. Chilothorax signifer ingår i släktet Chilothorax och familjen Aphodiidae. Inga underarter finns listade i Catalogue of Life.